# Estadio Luis Aparicio El Grande
El Estadio Luis Aparicio «El Grande», es una instalación deportiva multiusos dedicada específicamente a la práctica del béisbol que está ubicado en la ciudad de Maracaibo, capital del estado Zulia, en la parte más occidental de Venezuela. Llamado inicialmente Estadio Universitario de Maracaibo, por encontrarse enclavado en terrenos de la Universidad del Zulia (LUZ) Fue posteriormente nombrado Estadio Luis Aparicio «El Grande» de Maracaibo en homenaje al beisbolista Luis Aparicio Ortega, apodado «El Grande» de Maracaibo» por sus hazañas en el deporte de los diamantes y padre del Salón de la Fama de la MLB Luis Aparicio Montiel.
El estadio es hermano gemelo del Estadio Universitario de Caracas, ya que su construcción en esencia es réplica del estadio situado en Los Chaguaramos-Bello Monte, en la capital de la República. Posee un aforo total de 25 000 personas el tercer estadio de mayor capacidad del país después del Estadio La Ceiba, en Ciudad Guayana, estado Bolívar que alberga a 30 000 personas, y el recientemente inaugurado Estadio Monumental de Caracas.
Actualmente es sede principal de las Águilas del Zulia, aunque se encuentra en un espacio cedido por la Universidad del Zulia, no pertenece a la casa de estudios. Su administración la lleva el Gobierno Regional a través del Instituto Regional del Deporte del estado Zulia (IRDEZ) que a su vez rinde cuentas al Instituto Nacional de Deporte (IND).
El estadio integra el gran Complejo Polideportivo de Maracaibo «Luis Aparicio Montiel» que también acoge al estadio olímpico de fútbol, José Encarnación «Pachencho» Romero, el gimnasio cubierto de baloncesto Pedro Elías Belisario Aponte, el complejo de piscinas olímpicas y el estadio de fútbol Sala Néstor Quiroz, así como un conjunto de pequeños estadios de béisbol menor situados en los alrededores de las grandes infraestructuras donde se integran además gimnasios de combate, boxeo y otros deportes.
Entre 1995 y 1997, fue también sede del equipo Pastora de Occidente hasta la mudanza de dicho equipo al estadio Bachiller Julio Hernández Molina de Araure.
Cada 18 de noviembre se celebra en este estadio el tradicional Juego de La Chinita, en honor de la Virgen de Chiquinquirá. En el mismo, las Águilas del Zulia juegan frente al rival que le asigne la LVBP de acuerdo al calendario. Este juego se suele efectuar en horas del mediodía independientemente del día de semana por tratarse de un día feriado regional.

## Historia
Si bien hay pocos datos, el 28 de mayo de 1964 el presidente de la república colocó la primera piedra del estadio, es decir para 1963 ni siquiera se había empezado a construir. Y en 1968 se aprovechó en conjunto las obras deportivas realizadas en los terrenos de la Universidad del Zulia como polideportivo, para realizar los IV Juegos Deportivos Nacionales (de adultos). Esto se realiza con un desfile con la asistencia de ese mismo presidente: Dr. Raúl Leoni. Exactamente el 17 de agosto de 1968.

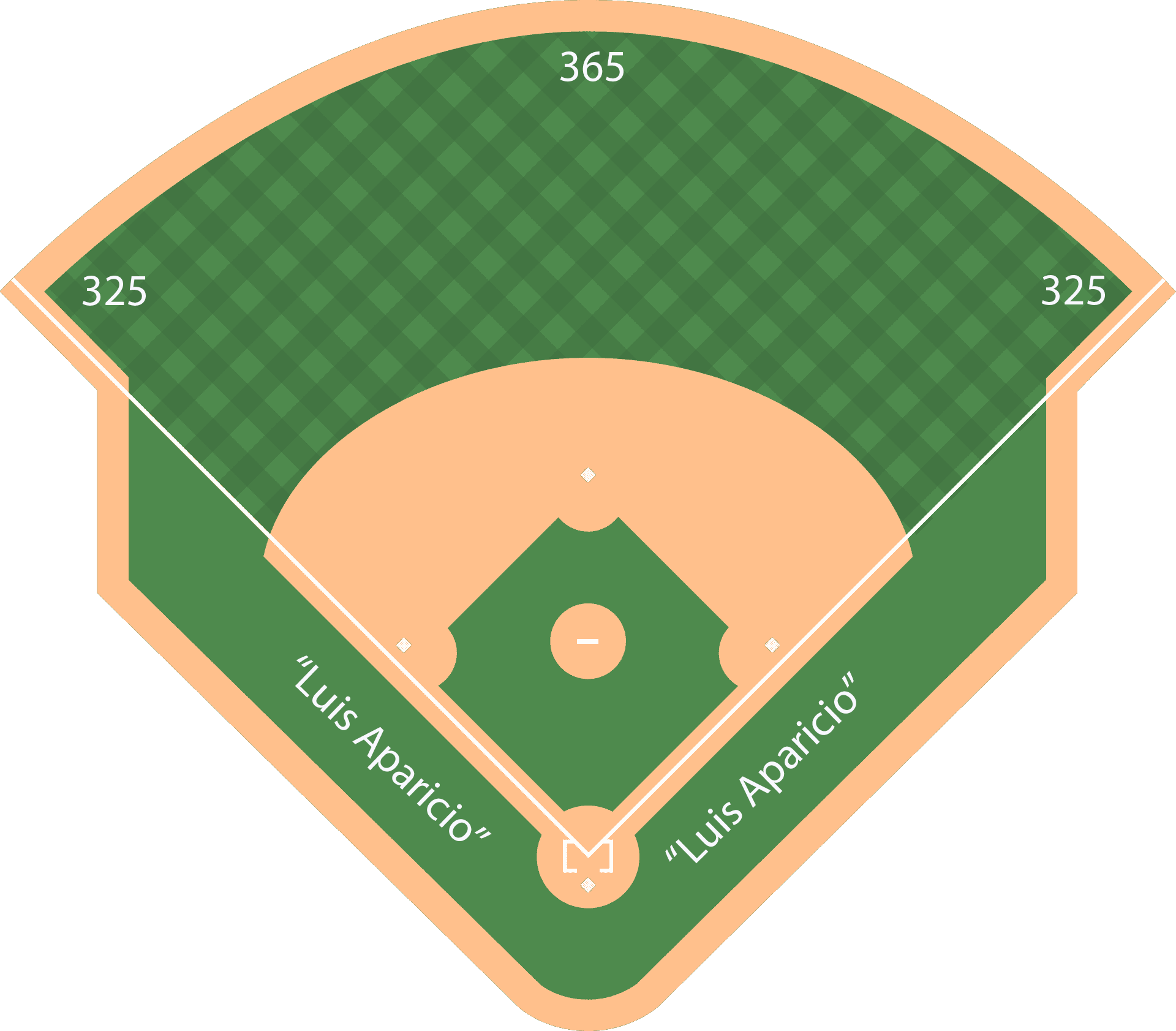
Dimensiones del Estadio Luis Aparicio «El Grande».

## Dimensiones
Dimensiones del estadio Luis Aparicio «El Grande»  son:
- Jardín Izquierdo: 325 ft / 99 m

- Jardín Central: 365 ft / 111 m
- Jardín Derecho: 325 ft / 99 m

## Conciertos
| País                      | Artista         | Año  |
| ------------------------- | --------------- | ---- |
| Bandera de Puerto Rico    | Menudo          | 1983 |
| Bandera de España         | Mecano          | 1987 |
| Bandera de Cuba           | Gloria Estefan  | 1992 |
| Bandera de México         | Luis Miguel     | 1994 |
| Bandera de Estados Unidos | Backstreet Boys | 2001 |
| Bandera de Argentina      | Floricienta     | 2006 |
| Bandera de México         | RBD             | 2006 |
| Bandera de México         | Maná            | 2007 |
| Bandera de Puerto Rico    | Wisin & Yandel  | 2007 |
| Bandera de España         | Manu Chao       | 2012 |
| Bandera de Guatemala      | Ricardo Arjona  | 2015 |